# Medalla d'Honor
La Medalla d'Honor (anglès: Medal of Honor) és la màxima condecoració militar dels Estats Units (similar a la Creu Victòria britànica, a la Legió d'Honor francesa, a la Medalla al Valor israelita o a l'Estrella d'Heroi de la Unió Soviètica). Donada la seva naturalesa, és sovint atorgada a títol pòstum.
Poden optar-hi tots els membres de qualsevol branca de la milícia americana, i cada servei té el seu propi disseny (excepte els Guardacostes i els Marines, que fan servir el disseny de la Marina).
Atorgada a qualsevol membre de les Forces Armades dels Estats Units que es distingeixi visiblement per la valentia i la intrepidesa, amb risc de la seva vida i més enllà del servei del deure mentre es trobava en combat davant l'enemic dels Estats Units.
Sempre que sigui possible, es concedeix en mans del President dels Estats Units, com a símbol de tota la nació. Donat el seu alt estatus, la medalla gaudeix d'una protecció especial per part de la llei dels Estats Units.
La Medalla d'Honor és una de les dues condecoracions de coll de les Forces Armades, però és l'única condecoració de coll atorgada als seus membres (l'altra, és la Legió del Mèrit en classe Comandant, i és atorgada a dignataris estrangers).
El galó se situa sol, per damunt de tota la resta i al centre. Per quan es porta roba civil, s'atorga una roseta del mateix color amb les estrelles.

## La Bandera

Bandera de la Medalla d'Honor

Des del 23 d'octubre del 2003 s'atorga una bandera especial de la Medalla d'Honor juntament amb la condecoració. La bandera és del mateix color blau cel, amb les 13 estrelles blanques.

## Privilegis
Donades les seves característiques, la concessió de la Medalla d'Honor comporta una sèrie de privilegis i beneficis:
- Per tradició, el receptor de la Medalla d'Honor ha de rebre la salutació de tots els altres militars (encara que siguin de graduació superior), saludant no la persona, sinó la medalla.
- Tots els receptors veuen inclòs el seu nom a les Llistes de la Medalla d'Honor
- Reben una pensió especial de $1.027 (2004), subjecta als increments del cost de la vida
- La classe tropa rep un uniforme suplementari
- Els fills dels receptors poden assistir a les acadèmies militars sense quotes d'admissió
- Tenen privilegis especials en el transport aeri
- Reben un increment del 10% en la seva jubilació
- Reben la Bandera de la Medalla d'Honor

## Història

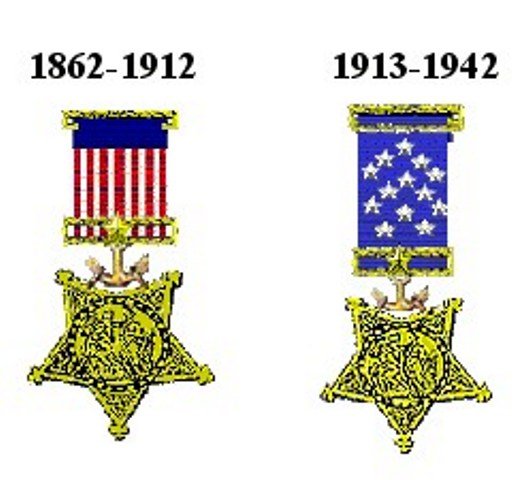
Versions inicials de la Medalla d'Honor de la Marina

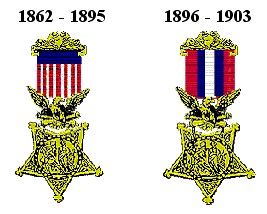
Versions inicials de la Medalla d'Honor de l'Exèrcit

La primera condecoració americana va ser establerta per George Washington el 7 d'agost de 1782, quan creà la Insígnia del Mèrit Militar, que caigué en desús després de la Guerra de la Independència. Amb l'esclat de la Guerra amb Mèxic el 1847 s'instituí la Medalla del Certificat del Mèrit. Amb l'esclat de la Guerra Civil Americana, el James W. Grimes proposà la creació d'una medalla al valor, idea que va aplicar-se a la Marina, sent aprovada pel President Abraham Lincoln el 21 de desembre de 1861, i per ser concedida als mariners que es distingissin per la seva valentia durant la guerra.
El primer disseny de la medalla va ser dissenyat per Christian Schussel i esculpit per Anthony Paquet. James Pollock, director de la Casa de la Moneda dels Estats Units, va descriure l'escena que representava com 
"El foll esperit de la secessió i la rebel·lió és representat per una figura encongida que té serps a les mans, que amb unes llengües llargues apunten a una figura alta que representa la Unió o el Geni del nostre país, que sosté a la mà dreta un escut i a la mà dreta els feixos. Al voltant d'aquestes figures hi ha trenta-quatre estrelles, indicant el nombre d'estats que componen la Unió"
Aquest ja era el disseny original, que apareixia al centre d'una estrella de 5 puntes invertida que se sostenia mitjançant una àncora (per indicar el servei naval). Penjava d'una cinta, la meitat superior blau fosc i la meitat inferior amb 13 franges alternes roig i blanc.
El 17 de febrer de 1862, el Senador de Massachusetts Henry Wilson proposà una medalla d'honor similar pels membres de l'exèrcit. Per suggeriment del Secretari de la Marina Welles, es decidí que l'Exèrcit faria servir el mateix disseny bàsic que la Marina, amb alguna petita modificació: òbviament es retirà l'àncora, i en el seu lloc se situà un trofeu compost per dos canons creuats sobre 8 bales de canó i un sabre. Al damunt, una àliga amb les ales esteses.
Mitjançant una acta del Congrés del 23 d'abril de 1904 es creava un temps límit per a les recomanacions per atorgar-la i es feia obligatori aportar documentació oficial on es descrigués el fet. També s'aprovà un nou disseny per a la Medalla de l'Exèrcit (el disseny actual), i també es modificava el galó (també amb el disseny actual), però encara penjava del pit.
Una ordre executiva del President Theodore Roosevelt del 20 de setembre de 1905 feia que la presentació s'havia de fer sempre en una cerimònia formal i, sempre que fos possible, que aquesta es realitzés a Washington DC i que fos atorgada pel mateix President. El 12 d'agost de 1913 es modificà el galó de la Marina per tal d'estandarditzar els galons. També s'especificava que la medalla penjaria del coll.

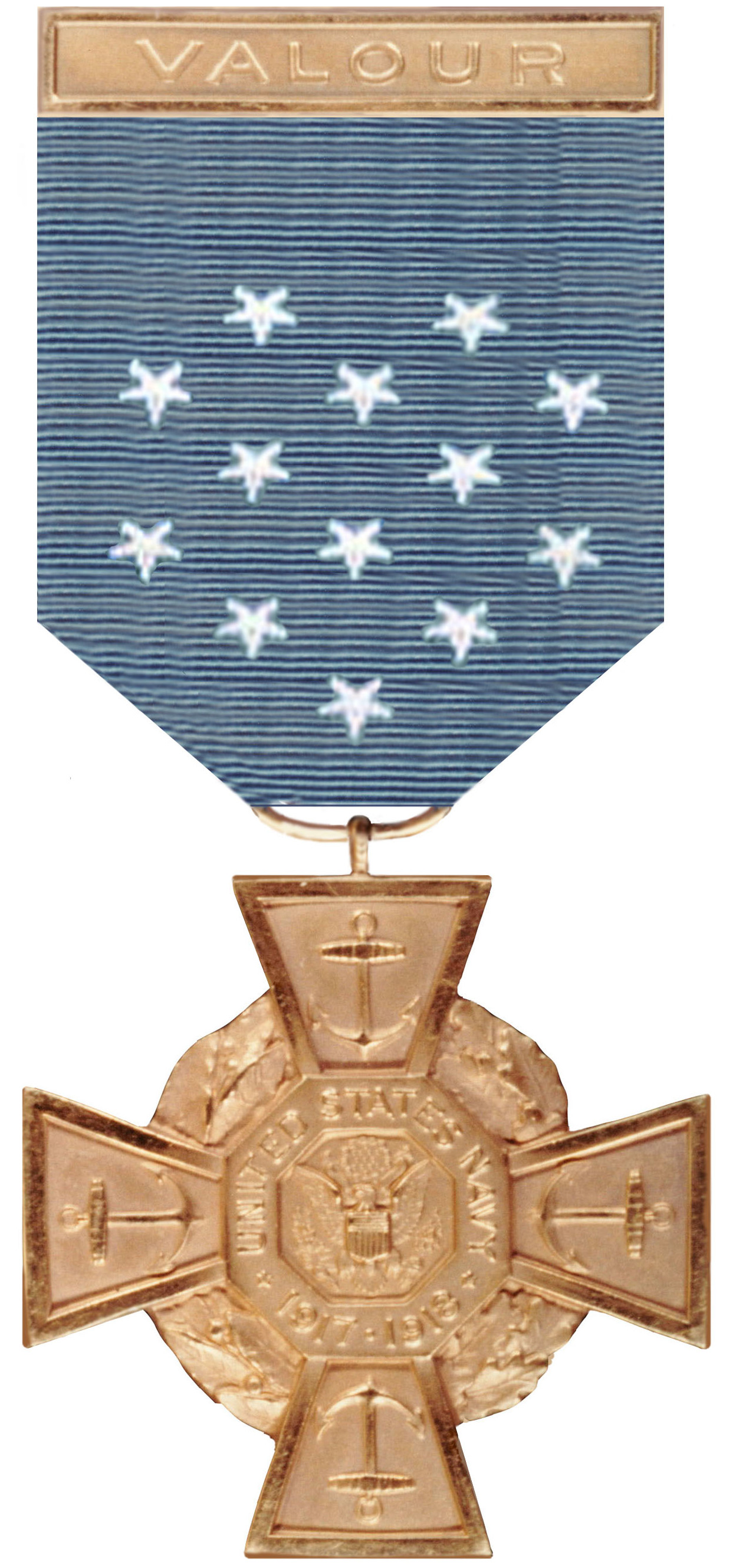
La Creu Tiffany

El 4 de febrer de 1919 s'autoritzà una nova versió de la Medalla d'Honor de la Marina, per ser atorgada a aquells que "es distingissin per la valentia i la intrepidesa amb risc de la pròpia vida i més enllà del compliment del deure mentre estiguessin en conflicte contra l'enemic", mentre que l'antiga versió no requeria acció directa contra l'enemic. Aquesta versió seria coneguda com la "Creu Tiffany", car va ser dissenyada per la firma Tiffany & Company de Nova York, i va ser l'única ocasió en què la Marina va fer servir un model diferent. Aquesta era una creu pattée d'or, amb una corona de llorer entre els braços. A cada braç de la creu hi havia una àncora, i al centre, un medalló en forma d'hexàgon, amb l'escut dels Estats Units i la inscripció "United States Navy 1917-1919". Va ser abolida mitjançant una acta del Congrés del 7 d'agost de 1942, readoptant l'antic disseny.
El 6 de juliol de 1960 es creà la Medalla d'Honor de la Força Aèria.
Des de 1963 existeix la Medalla d'Honor dels Guarda Costa, però no ha estat encara mai atorgada (en part perquè els Guarda Costes passen a dependre de la Marina en temps de guerra). De fet, ni tan sols existeix un disseny per a ella. Només un membre dels Guarda Costes ha rebut una Medalla d'Honor, el Mariner de Senyals de 1a Classe Douglas Munro, que va rebre la versió de la Marina per les seves accions durant la batalla de Guadalcanal.

## Concessions
En total s'ha concedit en 3.465 ocasions a 3.446 persones (19 persones l'han rebut dues vegades, dels quals 14 l'han rebuda per dues accions separades i 5 van rebre conjuntament la de l'Exèrcit i la de la Marina). 618 han estat atorgades a títol pòstum.
Va ser atorgada per primer cop al soldat Jacob Parrot, duran la Guerra Civil per les seves accions a l'Atac d'Andrews. L'única dona que l'ha rebuda va ser Mary Edwards Walker, una cirurgiana de la Guerra Civil. Si bé la seva medalla va ser rescindida el 1917 juntament amb molts altres receptors no combatents, va ser restablerta pel President Jimmy Carter el 1977.
Si bé el reglament de la medalla, vigent des de 1918, especifica que els receptors havien de servir a les Forces Armades quan realitzessin l'acció, aquesta disposició ha estat apartada en alguns casos: Charles Lindbergh rebé la seva medalla sent un pilot civil (si bé era un membre de la reserva del Cos Aeri dels Estats Units).
El 17 d'octubre de 1921 va ser atorgada pel General Pershing a la Tomba del Soldat Desconegut britànic; posteriorment, l'11 de novembre de 1921, la Tomba del Soldat Desconegut dels Estats Units rebé recíprocament la Creu Victòria britànica.
Durant la batalla d'Iwo Jima va ser concedida a 27 combatents (22 marines, 4 sanitaris navals i un oficial naval); de les quals 13 van ser pòstumes. En total, van representar un terç del nombre total de Medalles d'Honor atorgades als Marines durant tota la Segona Guerra Mundial.
Per accions des de la retirada de les forces americanes a Vietnam el 1973, ha estat atorgada en 7 ocasions, totes elles pòstumes.
| Guerra Civil          | 1.522 | Guerres índies                      | 426 |
| Expedició de Corea    | 15    | Guerra Hispano-estatunidenca        | 110 |
| Guerra Civil de Samoa | 4     | Guerra Filipino-Americana           | 86  |
| Rebel·lió Boxer       | 59    | Expedició de Mèxic                  | 56  |
| Haití (1915–1934)     | 8     | Ocupació de la República Dominicana | 3   |
| I Guerra Mundial      | 124   | Ocupació de Nicaragua               | 2   |
| II Guerra Mundial     | 464   | Guerra de Corea                     | 133 |
| Guerra de Vietnam     | 246   | Batalla de Mogadiscio               | 2   |
| Guerra d'Iraq         | 3     | Operació Llibertat Duradora         | 1   |
| Temps de pau          | 193   | Desconegut                          | 9   |

| Servei       | Condecoracions |
| ------------ | -------------- |
| Exèrcit      | 2.404          |
| Marina       | 746            |
| Marines      | 297            |
| Força Aèria  | 17             |
| Guarda Costa | 1              |

## Disseny
Exèrcit
Una estrella de 5 puntes d'or, amb trifolis a les puntes de l'estrella, envoltada per una corona de llorer en esmalt verd. A la part superior hi ha una àliga sobre una barra amb la inscripció "Valor". Al centre de l'estrella, apareix el cap de la deessa Minerva, envoltada per la inscripció "UNITED STATES OF AMERICA". Al revers apareix la inscripció "THE CONGRESS TO", amb un espai per gravar el nom del receptor.
Marina i Cos de Marines
Una estrella de 5 puntes de bronze, amb trifolis a les puntes de l'estrella. A les puntes de l'estrella hi ha fulles de llorer i de roure. Al centre apareix la deessa Minerva (simbolitzant els Estats Units), dreta amb un feix a la mà esquerra i amb un escut a la mà esquerra (blasonat amb l'escut d'armes dels Estats Units). Expulsa a la Discòrdia, representada per serps. La medalla penja d'un àncora.
Força Aèria
Una estrella de 5 puntes d'or, amb trifolis a les puntes de l'estrella, envoltada per una corona de llorer en esmalt verd. A cada punta de l'estrella hi ha branques de llorer i de roure. Al centre de l'estrella, apareix el cap de la Estàtua de la Llibertat. L'estrella penja d'una barra amb la inscripció "Valor" sobre una adaptació dels raigs de l'escut de la Força Aèria.
Penja d'una cinta de seda blau cel. A la part anterior hi ha un nus amb 13 estrelles en blau cel. El galó és del mateix color blau cel que la cinta del coll, i inclou 5 estrelles blanques, disposades en forma de M.